# Xabier Mikel Azparren
Xabier Mikel Azparren Irurzun, né le 25 février 1999 à Saint-Sébastien, est un coureur cycliste espagnol. Il est membre de l'équipe Euskaltel-Euskadi.

## Biographie
Xabier Mikel Azparren est le fils de Mikel Azparren, cycliste amateur spécialisé dans les courses de longue distance. Il prend sa première licence en vélo à la Donosti Berri Txirrindulari Eskola, dans la région de Donostialdea,. Son petit frère Enekoitz pratique également ce sport en compétition.
En 2015, il se révèle au niveau national en devenant champion d'Espagne du contre-la-montre parmi les cadets (moins de 17 ans). Il remporte ensuite ce même titre en 2016 chez les juniors (moins de 17 ans). Il est également sacré à deux reprises champion d'Espagne de poursuite par équipes et de la course à l'américaine dans cette catégorie,.
Après ses bons résultats chez les juniors, il intègre le club Ampo-Goierriko TB en 2018 pour ses débuts espoirs (moins de 23 ans). En 2019 et 2020, il court chez Laboral Kutxa, réserve de l'équipe professionnelle Euskaltel-Euskadi. Bon rouleur, il devient champion d'Espagne du contre-la-montre espoirs et champion d'Espagne de l'américaine chez les élites. Il s'illustre par ailleurs dans le calendrier amateur basque. Durant cette période, il est sélectionné en équipe nationale, notamment pour les championnats d'Europe et les championnats du monde espoirs.
Il passe finalement professionnel en 2021 au sein de la formation Euskaltel-Euskadi, qui l'engage pour deux ans. Il commence sa saison au mois de février lors de la Clásica de Almería.

## Palmarès sur route

### Par année
- 2015
  -  Champion d'Espagne du contre-la-montre cadets
- 2016
  -  Champion d'Espagne du contre-la-montre juniors
  - Champion du Pays basque sur route juniors
- 2017
  - 2e du championnat d'Espagne du contre-la-montre juniors
- 2018
  - Champion du Guipuscoa du contre-la-montre espoirs (Mémorial Gervais)
- 2019
  -  Champion d'Espagne du contre-la-montre espoirs
  - Champion du Guipuscoa du contre-la-montre espoirs (Mémorial Gervais[8])
  - 4e étape du Tour de Castellón[9]
- 2020
  - Champion du Guipuscoa du contre-la-montre espoirs (Mémorial Gervais)
  - 2e du Zumaiako Saria
  - 2e du Mémorial Santisteban
  - 3e de la Prueba Alsasua
- 2022
  - 2e étape du Tour de l'Alentejo
  - 2e du Tour de l'Alentejo

### Résultats sur les grands tours

#### Tour d'Italie
1 participation
- 2025 : 125e

#### Tour d'Espagne
2 participations
- 2021 : 111e
- 2022 : 94e

### Classements mondiaux
| Année                                 | 2019  | 2020  | 2021  | 2022 | 2023 | 2024  |
| ------------------------------------- | ----- | ----- | ----- | ---- | ---- | ----- |
| Classement mondial                    | 1622e | 1605e | 1727e | 795e | 683e | 2724e |
| UCI Europe Tour                       | 1079e | 1193e | 1189e | 598e | nc   | nc    |
|                                       |       |       |       |      |      |       |
| Légende : nc = non classéSource : UCI |       |       |       |      |      |       |

## Palmarès sur piste

### Championnats nationaux
- 2015
  - 3e du championnat d'Espagne du keirin cadets
- 2016
  -  Champion d'Espagne de poursuite par équipes juniors (avec Unai Iribar, Luis María Garikano et Imanol Isasa)
  -  Champion d'Espagne de l'américaine juniors (avec Imanol Inasa)
  - 3e du championnat d'Espagne de poursuite juniors
- 2017
  -  Champion d'Espagne de poursuite par équipes juniors (avec Jon Arakama, Unai Iribar et Imanol Isasa)
  -  Champion d'Espagne de l'américaine juniors (avec Unai Iribar)
- 2019
  - 2e du championnat d'Espagne de poursuite par équipes
- 2020
  -  Champion d'Espagne de l'américaine (avec Illart Zuazubiskar)
  - 3e du championnat d'Espagne de poursuite par équipes